# Mutum (filme)
Mutum é um filme brasileiro de Sandra Kogut, de 2007. O roteiro, de Kogut e Ana Luísa Martins Costa, é baseado na novela Campo Geral, de João Guimarães Rosa.
Com exceção de João Miguel, Izadora Fernandes, Rômulo Braga e Eduardo Moreira, o elenco é composto por não atores, selecionados pela diretora e pela roteirista entre habitantes do sertão de Minas Gerais, onde o longa foi filmado.

## Elenco
- Thiago da Silva Mariz - Thiago
- Wallison Felipe Leal Barroso - Felipe
- João Miguel - Pai
- Izadora Fernandes - Mãe
- Rômulo Braga - Tio Terez
- Paula Regina Sampaio da Silva - Rosa
- Maria das Graças Leal Macedo - Vó Izidra
- Eduardo Moreira - Homem da cidade